# پنهان، اما آشکار
پنهان، اما آشکار یا طلاق در وقت اضافه یک مجموعه تلویزیونی محصول سال ۱۳۸۷ به کارگردانی محسن یوسفی، نویسندگی احمد یاسر و علیرضا جزینی و تهیه‌کنندگی محمدحسین لطیفی مجید یاسر می‌باشد که از شبکه تهران پخش شد. این مجموعه در ۱۳ قسمت تهیه شد. این مجموعه مضمونی طنز دارد و داستان اختلاف یک زوج را روایت می‌کند که تلاش می‌کنند اتفاقات تلخ زندگی‌شان را از دیگران پنهان کنند.
سریال علیرغم تولید چهل روزه (۱۳ قسمت ۴۵ دقیقه ای)  در زمره پرمخاطب ترین سریال های سال ۸۷ قرار گرفت و بارها بازپخش شد.
این مجموعه تنها سریال نمایشی سیماست که برای ایام شعبانیه ( سوم تا پانزدهم) تدارک دیده شد.

## بازیگران
- روشنک عجمیان
- یوسف صیادی
- بیژن بنفشه‌خواه
- جمشید جهانزاده
- جمشید مشایخی
- خشایار راد
- سیدرضا حسینی
- مجید یاسر
- محسن قاضی‌مرادی
- محمد فیلی
- مریم امیرجلالی
- مهشید حبیبی
- مهوش وقاری

## عوامل تولید
- نویسندگان: احمد یاسر و علیرضا جزینی
- کارگردان، سید محسن یوسفی
- مدیر تصویربرداری: حسین ملکی
- دستیار اول تصویر: آبتین سهامی
- طراح صحنه و لباس: رضا حاج درویش
- طراح گریم: علیرضا جواد پور
- تدوین: رضا بهار انگیز
- دستیار اول و برنامه‌ریز: حسین خضوعی
- صدا: سیامک نیازی
- عکاس: مهدیه لطیفی
- منشی صحنه: شیدا سجادیان
- دستیار دوم کارگردان: حامد مختاری
- مدیر تدارکات: سعید هرمزی
- دستیار تهیه: اکبر باطبی
- مسوول هماهنگی و روابط عمومی: مجید فلاح شجاعی
- تهیه‌کنندگان: محمد حسین لطیفی و مجید یاسر
- محصول فیلم و سریال شبکه پنجم سیما